# Чемпионат Южной Америки по волейболу среди женщин 2007
27-й чемпионат Южной Америки по волейболу среди женщин прошёл с 26 по 30 сентября 2007 года в двух городах Чили (Сантьяго и Ранкагуа) с участием 8 национальных сборных команд. Чемпионский титул в 15-й раз в своей истории и в 7-й раз подряд выиграла сборная Бразилии.

## Команды-участницы
Аргентина, Бразилия, Венесуэла, Колумбия, Парагвай, Перу, Уругвай, Чили.

## Система проведения чемпионата
8 команд-участниц на предварительном этапе разбиты на две группы. По две лучшие команды из групп выходят в полуфинал плей-офф и по системе с выбыванием определяют призёров первенства. Итоговые 5—8-е места по такой же системе разыгрывают команды, занявшие в группах 3—4-е места.

## Предварительный этап

### Группа А
Ранкагуа
| М | Команда   | 1   | 2   | 3   | 4   | И | В | П | С/П | О |
| - | --------- | --- | --- | --- | --- | - | - | - | --- | - |
| 1 | Бразилия  |     | 3:0 | 3:0 | 3:0 | 3 | 3 | 0 | 9:0 | 6 |
| 2 | Венесуэла | 0:3 |     | 3:2 | 3:0 | 3 | 2 | 1 | 6:5 | 5 |
| 3 | Аргентина | 0:3 | 2:3 |     | 3:1 | 3 | 1 | 2 | 5:7 | 4 |
| 4 | Колумбия  | 0:3 | 0:3 | 1:3 |     | 3 | 0 | 3 | 1:9 | 3 |

26 сентября: Венесуэла — Аргентина 3:2 (23:25, 25:22, 12:25, 25:18, 15:11); Бразилия — Колумбия 3:0 (25:13, 25:6, 25:14).
27 сентября: Аргентина — Колумбия 3:1 (25:11, 25:18, 22:25, 26:24); Бразилия — Венесуэла 3:0 (25:10, 25:17, 25:17).
28 сентября: Бразилия — Аргентина 3:0 (25:20, 25:12, 25:14); Венесуэла — Колумбия 3:0 (25:12, 25:21, 25:22).

### Группа В
Сантьяго
| М | Команда  | 1   | 2   | 3   | 4   | И | В | П | С/П | О |
| - | -------- | --- | --- | --- | --- | - | - | - | --- | - |
| 1 | Перу     |     | 3:0 | 3:0 | 3:0 | 3 | 3 | 0 | 9:0 | 6 |
| 2 | Уругвай  | 0:3 |     | 3:1 | 3:0 | 3 | 2 | 1 | 6:4 | 5 |
| 3 | Чили     | 0:3 | 1:3 |     | 3:0 | 3 | 1 | 2 | 4:6 | 4 |
| 4 | Парагвай | 0:3 | 0:3 | 0:3 |     | 3 | 0 | 3 | 0:9 | 3 |

26 сентября: Перу — Уругвай 3:0 (25:19, 25:19, 25:19); Чили — Парагвай 3:0 (25:12, 25:21, 25:18).
27 сентября: Перу — Парагвай 3:0 (25:17, 25:15, 25:7); Уругвай — Чили 3:1 (25:22, 17:25, 25:21, 25:11).
28 сентября: Уругвай — Парагвай 3:0 (25:22, 25:20, 25:14); Перу — Чили 3:0 (25:16, 25:19, 25:12).

## Плей-офф

### Полуфинал за 1—4 места
29 сентября. Сантьяго
Перу — Венесуэла 3:0 (25:20, 25:22, 25:19)
Бразилия — Уругвай 3:0 (25:8, 25:15, 25:12)

### Полуфинал за 5—8 места
29 сентября. Ранкагуа
Аргентина — Парагвай 3:0 (25:13, 25:16, 25:15)
Колумбия — Чили 3:0 (25:17, 30:28, 25:14)

### Матч за 7-е место
30 сентября. Ранкагуа
Чили — Парагвай 3:1 (13:25, 26:24, 25:23, 25:20)

### Матч за 5-е место
30 сентября. Ранкагуа
Аргентина — Колумбия 3:0 (25:16, 25:11, 25:19)

### Матч за 3-е место
30 сентября. Сантьяго
Венесуэла — Уругвай 3:0 (25:9, 25:19, 25:15)

### Финал
30 сентября. Сантьяго
Бразилия — Перу 3:0 (25:20, 25:17, 25:15)

## Итоги

### Положение команд
| 1. Бразилия  |
| 2. Перу      |
| 3. Венесуэла |
| 4. Уругвай   |
| 5. Аргентина |
| 6. Колумбия  |
| 7. Чили      |
| 8. Парагвай  |

### Призёры
Бразилия: Валевска Морейра де Оливейра, Паула Пекено, Карол Гаттас, Таиса Дахер ди Менезис, Фофао (Элиа Рожерио ди Соуза), Жозефа Фабиола ди Соуза, Фабиана Клаудино, Сасса (Велисса Гонзага), Жаклин Перейра ди Карвальо, Шейла Кастро, Фаби (Фабиана Алвин ди Оливейра), Наталия Перейра. Главный тренер — Жозе Роберто Гимарайнс.
  Перу: Памела Баррера, Лурен Байлон, Лейла Чихуан, Сара Хойя, Милагрос Мой, Зойла ла Роса, Карла Руэда, Патрисия Сото, Карла Тристан, Ванесса Паласиос, Мирта Урибе, Юлисса Самудио. Главный тренер — Энио де Фигейредо.
  Венесуэла: Джессика Пас, Лус Дельфинес, Генесис Франческо, Мария Валеро, Амарилис Виллар, Хайсе Андраде, Дезире Глод, Геральдин Кихада, Ширли Флориан, Алеоскар Бланко, Кармен Сан-Мигель, Мария Хосе Перес. Главный тренер — Томас Фернандес.

### Индивидуальные призы
MVP:  Фофан
Лучшая нападающая:
Лучшая блокирующая:
Лучшая на подаче:
Лучшая в защите:
Лучшая связующая:  Фофан
Лучшая на приёме:
Лучшая либеро:  Фаби
Самая результативная: